# Return Point
Der Return Point (englisch für Umkehrpunkt; in Argentinien Cabo Regreso ‚Kap Rückkehr‘) ist eine felsige Landspitze am südwestlichen Ende von Coronation Island im Archipel der Südlichen Orkneyinseln. Sie liegt 1,5 km westnordwestlich des Cheal Point und begrenzt die Fulmar Bay im Süden sowie die Lazuren Bryag Cove im Norden.
Die Landspitze wurde am 7. Dezember 1821 von den Robbenjägern Nathaniel Palmer und George Powell (1794–1824) entdeckt. Powell benannte die Landspitze so, da er nach einer kurzen Anlandung sofort wieder an Bord der Sloop James Monroe zurückkehrte.